# Simone Tomassini
Simone Tomassini (* 11. Mai 1974 in Vertemate con Minoprio), auch nur als Simone bekannt, ist ein italienischer Sänger.

## Leben
Tomassini brachte sich selbst das Gitarrespielen bei. Nach mehreren Jahren als Solist und als Mitglied von Bands unterschrieb er 2004 seinen ersten Plattenvertrag mit Bollicine, dem Musikverlag von Vasco Rossi. Sein Beitrag zum Sanremo-Festival 2004, È stato tanto tempo fa, belegte den zwölften Platz und wurde von EMI als Single veröffentlicht. Das Lied konnte Platz 38 der italienischen Charts erreichen und auch das Debütalbum Giorni erreichte die Top 30. Tomassini begleitete Vasco Rossi, der wiederum mehrere Lieder auf Tomassinis Debütalbum mitgeschrieben hatte, als Vormusiker bei dessen Buoni o Cattivi Tour 2004.
Im Mai 2005 nahm Tomassini sein zweites Album Buon viaggio auf und veröffentlichte die Single Quando sei ragazzo. Im März 2005 war er Teilnehmer der zweiten Ausgabe der Musik-Realityshow Music Farm bei Simona Ventura. Er belegte den dritten Platz. Auch bei Vasco Rossis 2005er-Tournee war er Vormusiker. Ein Konzert im ausverkauften Club Alcatraz in Mailand wurde für die Musik-DVD Live – Simone Alcatraz Milano 05 aufgezeichnet. 2006 veröffentlichte Tomassini das von Vince Tempera produzierte dritte Album Sesso, Gioia & Rock ’n’ Roll. Das Lied Fuori come un balcone ist auf dem Soundtrack des Films Vita Smeralda von Jerry Calà enthalten. Außerdem schaffte es ein portugiesischsprachiges Livealbum in Portugal in die Charts.
Das für den spanischsprachigen Markt produzierte Album De ti erschien im Juni 2011. Im November 2011 veröffentlichte er sein erstes Buch mit dem Titel Confessioni… di un pazzo („Bekenntnisse … eines Verrückten“) sowie eine Coverversion des Liedes Happy Xmas (War Is Over) von John Lennon anlässlich dessen 31. Todestages.

## Diskografie

### Alben
- 2004: Giorni
- 2005: Buon viaggio
- 2006: Simone ao vivo (portugiesischsprachig)
- 2006: Sesso, Gioia & Rock ’n’ Roll
- 2011: Simone Tomassini
- 2012: De ti (spanischsprachig)

### Singles
- 2004: È stato tanto tempo fa
- 2004: Il mondo che non c’è
- 2005: Quando sei ragazzo
- 2006: Fuori come un balcone
- 2007: Niente da perdere
- 2008: Va tutto bene
- 2010: Ho scritto una canzone
- 2011: Caduta libera
- 2011: De ti (spanischsprachig)
- 2011: Happy Xmas (War Is Over)
- 2012: Sei amore (mit Paolo Meneguzzi)
- 2012: Spero davvero
- 2013: La Ferrari è lei
- 2015: Solo cose belle

## Belege
1. 1 2  Chartquellen: IT1 IT2 PT

| Personendaten    | Personendaten          |
| ---------------- | ---------------------- |
| NAME             | Tomassini, Simone      |
| ALTERNATIVNAMEN  | Simone (Pseudonym)     |
| KURZBESCHREIBUNG | italienischer Sänger   |
| GEBURTSDATUM     | 11. Mai 1974           |
| GEBURTSORT       | Vertemate con Minoprio |